# Xamxamaa
Xamxamaa (ook: XamXamaa, Xamxama, Hamhama, Timirka) is een dorp in Puntland, een zelfverklaard autonoom gebied in noordoost Somalië. Xamxamaa ligt in het district Garowe, regio Nugaal. Het wordt op landkaarten wel als 'dubbeldorp' aangegeven met Timirka. Beide dorpen zouden op 370 m van elkaar liggen. Er lijkt echter geen sprake van twee gescheiden nederzettingen.
Xamxamaa ligt in een aride savannelandschap in de dunbevolkte zuidoosthoek van het district, ruwweg halverwege de hoofdstad van Puntland, Garowe (68 km) en de Indische Oceaan (88 km). Smalle onverharde weggetjes verbinden het met andere dorpen in de regio. De dichtsbijzijnde andere plaatsjes zijn Yoonbays, 16,4 km naar het Zuiden, Xas Bahale, 24,5 km naar het Zuidoosten, en Dudumaale, 30 km naar het Westen. Rondom Xamxamaa ligt een 20-tal berkads, bassins voor het opvangen van regenwater; de meeste zijn omheind, sommigen zijn overkapt met golfplaat. 
In 2017 werd begonnen met de bouw van een kleine dam in een nabijgelegen rivierbed, met hulp van de Wereldbank. De organisatie "KAALO Aid & Development heeft er in 2023 een berkad hersteld. Het dorp heeft ook een lagere school.
Xamxamaa heeft een woestijnklimaat ("BWh" in de Klimaatclassificatie van Köppen). De gemiddelde jaartemperatuur is 25,8°C; de temperatuurvariatie is gering; de koudste maand is januari (gemiddeld 22,9°); de warmste juni (28,0°). Regenval bedraagt jaarlijks slechts ca. 161 mm (ter vergelijking: in Nederland 850 mm). Er zijn twee droge seizoenen (van januari - maart en juni - september) en twee 'regenseizoenen' (april - mei en oktober - december).

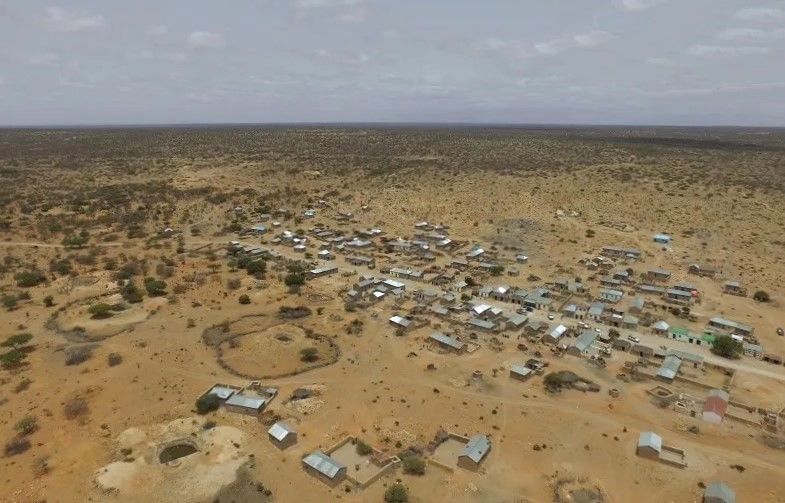
Xamxamaa vanuit de lucht
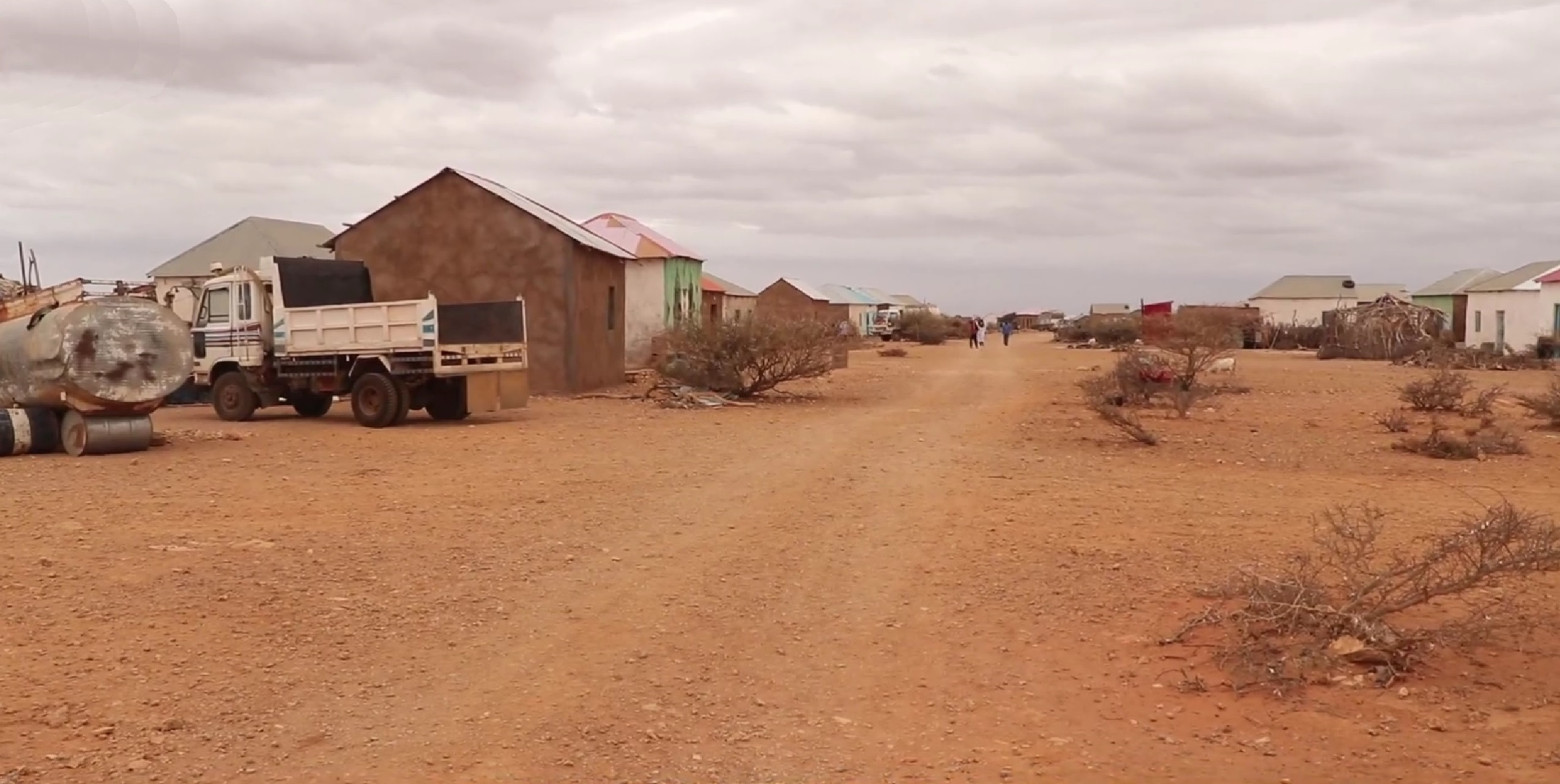
Straatbeeld